# Seticornuta albopilosa
Seticornuta albopilosa är en stekelart som först beskrevs av Cameron 1907.  Seticornuta albopilosa ingår i släktet Seticornuta och familjen brokparasitsteklar. Inga underarter finns listade i Catalogue of Life.